# Jakkrit Jitsabay
Jakkrit Jitsabay (thailändisch จักรกริช จิตรสบาย, * 18. Oktober 1999) ist ein thailändischer Fußballspieler.

## Karriere
Jakkrit Jitsabay wechselte 2019 vom Amateurclub Kranuan FC zum Khon Kaen FC. Der Verein aus Khon Kaen, einer Stadt in der Provinz Khon Kaen in der Nordostregion von Thailand, dem Isan, spielte in der zweithöchsten thailändischen Liga, der Thai League 2. Am Ende der Saison 2021/22 musste er mit Khon Kaen als Tabellenvorletzter in die dritte Liga absteigen.